# Philippe Vernet
Pour les articles homonymes, voir Vernet.
Philippe Vernet, né le 19 mai 1961 au Raincy, est un coureur cycliste français.

## Biographie
Il participe aux Jeux olympiques à Los Angeles. Il perd le match pour la troisième place du tournoi de vitesse individuelle face au Japonais Tsutomu Sakamoto. 

## Palmarès

### Jeux olympiques
- Los Angeles 1984
  - 4e de la vitesse

### Championnats du monde
- Zurich 1983
  -  Champion du monde de tandem (avec Franck Dépine)
- Barcelone 1984
  -  Médaillé d'argent du tandem (avec Franck Dépine)

### Championnats d'Europe
- 1985
  -  Champion d'Europe de vitesse

### Championnats de France
- 1982
  -  Champion de France du kilomètre
- 1984
  -  Champion de France de vitesse
- 1985
  - 2e de la vitesse
- 1987
  - 2e de la vitesse
- 1988
  - 2e de la vitesse